# Перегрупування Лоссена
Перегрупування Лоссена  — перегрупування гідроксамових кислот або їх ацильних похідних в ізоціанати при нагріванні під дією водовіднімальних засобів (Р2О5, SOCl2, (CH3CO)2O, поліфосфорної кислоти та ін.).
Для ацильних похідних реакцію проводять в присутності основ. Перегрупування Лоссена разом із реакціями розщеплення  амідів (перегрупування Гофмана), азидів (перегрупування Курціуса, Шмідта), оксимів кетонів (перегрупування Бекмана) є важливим методом отримання амінів.
Виходи ізоціанатів або продуктів їх подальших перетворень (наприклад, амінів у разі гідролізу) 60-80%.
Наявність електронодонорних замісників у радикалі R прискорює реакцію Лоссена, присутність тих же замісників у R ' надає протилежний результат. У разі оптично активних сполук стереохімічна конфігурація зберігається. Особливо легко реакції Лоссена піддаються О-сульфонільовані та О- фосфорильовані гідроксамові кислоти. Реакція Лоссена за механізмом близька до інших аніонотропних перегрупувань (Гофмана, Бекмана, Курціуса, Шмідта); розрив зв'язку N-О супроводжується синхронною міграцією радикала R. Амідна модифікація реакції Лоссена призводить до одержання амінів (виходи до 80%) нагріванням гідроксамовіх кислот. Перегрупування Лоссена — препаративний спосіб синтезу амінів, уретанів, діізоціанатів, сечовин та ін. Реакція була відкрита В. Лоссеном у 1872 році.